# Azias
Azias é uma povoação portuguesa sede da Freguesia de Azias do Município de Ponte da Barca, freguesia com 8,44 km² de área e 303 habitantes (censo de 2021), tendo, por isso, uma densidade populacional de 35,9 hab./km².

## Demografia
A população registada nos censos foi:
| Distribuição da População por Grupos Etários | Distribuição da População por Grupos Etários | Distribuição da População por Grupos Etários | Distribuição da População por Grupos Etários | Distribuição da População por Grupos Etários |
| -------------------------------------------- | -------------------------------------------- | -------------------------------------------- | -------------------------------------------- | -------------------------------------------- |
| Ano                                          | 0-14 Anos                                    | 15-24 Anos                                   | 25-64 Anos                                   | > 65 Anos                                    |
| 2001                                         | 59                                           | 56                                           | 172                                          | 135                                          |
| 2011                                         | 42                                           | 34                                           | 170                                          | 131                                          |
| 2021                                         | 18                                           | 21                                           | 141                                          | 123                                          |